# Berkeljska vrata
Berkeljska vrata so vodna vrata in del mestnega obzidja Zutphen in se nahajajo na vzhodnem robu mestnega središča nad majhno reko Berkel. Vrata so bila zgrajena v 14. stoletju, da bi povezala naselji na obeh straneh Berkela.
Prvotno sta obstajali dvoje vodnih vrat, ki so skupaj z mestnim obzidjem tvorila trdnjavo okrog mesta. Druga vodna vrata Berkelpoortstraat so bila leta 1774 porušena.

Leta 1888 je Berkeljska vrata obnovila arhitekturna pisarna PJH Cuypers. Cuypers je ohranil porušeno stanje vrat in vrh prekril s plastjo betona. Leta 1951 je sledila nova, bolj rekonstruktivna obnova.
- Ruševine nad Berkelom
- Ruševine nad Berkelom v Zutphenu. S fotografije, posenete okrog 1900
- Berkeljska vrata avgusta 1940